# Хорватия и евро
Хорватия перешла на евро с 1 января 2023 года. Это первое расширение еврозоны с тех пор, как к ней присоединилась Литва в 2015 году. С 1994 года Хорватия использовала в качестве главного ориентира немецкую марку, одну из основных предшественниц евро, и давняя политика Хорватского национального банка заключалась в том, чтобы удерживать обменный курс хорватской куны по отношению к евро в относительно стабильном диапазоне.
Многие предприниматели Хорватии имели кредиты в евро до вступления в ЕС. Хорваты ещё в 2013 году использовали евро для большинства сбережений и многих неформальных операций. Цены на недвижимость, автомобили и жильё в стране уже в 2013 году были преимущественно указаны в евро.

## Ввод евро
Членство Хорватии в ЕС обязывало её в конечном счёте присоединиться к еврозоне. Перед вступлением Хорватии в ЕС 1 июля 2013 года Борис Вуйчич, управляющий Хорватского национального банка, заявил, что хотел бы, чтобы куна была заменена на евро как можно скорее после вступления.
Национальный банк Хорватии ожидал перехода на евро в течение двух или трёх лет после вступления в ЕС. Однако реакция ЕС на финансовый кризис в еврозоне задержала переход. Собственная сокращающаяся экономика страны также представляла собой серьёзную проблему для соответствия критериям конвергенции. Стремясь к переходу на евро, за месяц до вступления Хорватии в ЕС Борис Вуйчич признал наличие неопределённости относительно даты для присоединения к единой валюте. Европейский центральный банк прогнозировал, что Хорватия будет одобрена для членства в ERM-2 не ранее 2016 года, а для введения евро — не ранее 2019 года.
В апреле 2015 года президент Колинда Грабар-Китарович в интервью Bloomberg выразила уверенность, что «Хорватия введёт евро к 2020 году», в то время как премьер-министр Зоран Миланович заявил на заседании правительства следующее: «Случайные заявления о том, когда Хорватия введёт евро не должны восприниматься всерьёз. Мы постараемся сделать это как можно скорее, но я дистанцируюсь от любых дат и прошу вас не комментировать это. Когда страна будет готова, она войдёт в зону евро». В ноябре 2017 года премьер-министр Андрей Пленкович отметил, что Хорватия намерена присоединиться к ERM-2 к 2020 году и ввести евро к 2025 году. Жан-Клод Юнкер, президент Европейской комиссии, заявил в июне 2019 года, что «Хорватия готова присоединиться к ERM-2».
Письмо о намерении присоединиться к ERM-2, подписанное министром финансов Здравко Маричем и управляющим Хорватского национального банка Борисом Вуйчичем, было направлено 5 июля 2019 года в ЕЦБ. Письмо знаменовало собой первый официальный шаг к переходу с куны на евро. Хорватия обязалась присоединиться к Банковскому союзу Европейского союза в рамках своих усилий по присоединению к ERM II. 23 ноября 2019 года еврокомиссар Валдис Домбровскис заявил, что Хорватия может присоединиться к ERM II во второй половине 2020 года.
Хорватия присоединилась к ERM-2 10 июля 2020 года. Введение евро в Хорватии не могло произойти ранее 10 июля 2022 года, так как для этого необходимо было пробыть в ERM-2 минимум два года.
1 июня 2022 года Европейская комиссия объявила, что Хорватия готова к введению в оборот евро 1 января 2023 года. В первый день 2023 года Хорватия стала двадцатым членом еврозоны.

## Дизайн национальной стороны
| 0,01 €       | 0,02 €         | 0,05 €                      |
| ------------ | -------------- | --------------------------- |
|              |                |                             |
| Глаголица    |                |                             |
| 0,10 €       | 0,20 €         | 0,50 €                      |
|              |                |                             |
| Никола Тесла |                |                             |
| 1,00 €       | 2,00 €         | По гурту двухевровой монеты |
|              |                |                             |
| Куница       | Карта Хорватии |                             |

## Общественное мнение
Поддержка ввода евро в Хорватии